# Tour of Qinghai Lake 2008
Die 7. Tour of Qinghai Lake war ein Straßenradrennen, das vom 11. bis 20. Juli 2008 stattfand. Das Etappenrennen wurde in einem Prolog und neun Etappen über eine Gesamtdistanz von 1.352,4 Kilometern ausgetragen. Das Rennen war Teil der Rennserie UCI Asia Tour 2008 und dort in die Kategorie 2.HC eingestuft.

## Etappen
| Etappen   | Tag      | Start – Ziel                     | km    | Etappensieger        | Führender      |
| --------- | -------- | -------------------------------- | ----- | -------------------- | -------------- |
| Prolog    | 11. Juli | Xining (EZF)                     | 03,8  | Alex Rasmussen       | Alex Rasmussen |
| 1. Etappe | 12. Juli | Xining – Qinghai Lake Hotel      | 145,4 | Alex Rasmussen       | Alex Rasmussen |
| 2. Etappe | 13. Juli | Qinghai Lake Hotel – Bird Island | 120,6 | Kristjan Fajt        | Kristjan Fajt  |
| 3. Etappe | 14. Juli | Bird Island – Xihaizhen          | 152,4 | Alex Rasmussen       | Kristjan Fajt  |
| 4. Etappe | 15. Juli | Xihaizhen – Guide                | 172,4 | Wolodymyr Sahorodnij | Hossein Askari |
| 5. Etappe | 16. Juli | Guide – Xining                   | 115,0 | Marek Rutkiewicz     | Hossein Askari |
| 6. Etappe | 17. Juli | Xining – Minhe – Xining          | 214,0 | Tom Veelers          | Hossein Askari |
| 7. Etappe | 18. Juli | Xining – Menyuan                 | 150,8 | Tyler Hamilton       | Tyler Hamilton |
| 8. Etappe | 19. Juli | Menyuan – Huzhu                  | 168,1 | Jure Kocjan          | Tyler Hamilton |
| 9. Etappe | 20. Juli | Xining – Xining                  | 110,0 | Alex Rasmussen       | Tyler Hamilton |